# Mathilde Peak
Der Mathilde Peak ist ein 420 m hoher Berg auf Südgeorgien im Südatlantik. Er ragt südöstlich des Mount Barren und nordöstlich des McIlroy Peak hinter der Walfangstation Husvik in der Busen-Region auf.
Das UK Antarctic Place-Names Committee benannte ihn 2013. Namensgeber ist der Walfänger Mathilde, eines der ersten Walfangschiffe in Husvik.